# Coupe de France féminine de basket-ball 2023-2024
Navigation
2022–2023 2024–2025
La Coupe de France féminine de basket-ball 2023-2024 est la 47e édition de la Coupe de France, également dénommée Trophée Joë-Jaunay, en hommage à Joë Jaunay, basketteur international français mort en 1993. Elle oppose 24 équipes professionnelles et amatrices françaises sous forme d’un tournoi à élimination directe et se déroule de septembre 2023 à avril 2024.

## Calendrier
| Tour                                                           | Nom                    | Dates                                               | Participants | Vainqueurs |
| Entrée en lice de onze équipes de LF2                          |                        |                                                     |              |            |
| 1                                                              | 32e de finale          | Vendredi 29 septembre 2023 Samedi 30 septembre 2023 | 12           | 6          |
| Entrée en lice des 4 équipes de LFB non-européennes.           |                        |                                                     |              |            |
| 2                                                              | 16e de finale          | Mardi 24 octobre 2023 Mercredi 25 octobre 2023      | 10           | 5          |
| Entrée en lice des 5 équipes de LFB participant à l’Eurocoupe. |                        |                                                     |              |            |
| 3                                                              | 8e de finale           | Mardi 5 décembre 2023 Mercredi 6 décembre 2023      | 10           | 5          |
| Entrée en lice des 3 équipes de LFB participant à l’Euroligue. |                        |                                                     |              |            |
| 4                                                              | Quarts de finale       | Samedi 20 janvier 2024 Dimanche 21 janvier 2024     | 8            | 4          |
| 5                                                              | Demi-finales           | Samedi 9 mars 2024                                  | 4            | 2          |
| 6                                                              | Finale à l’Accor Arena | Samedi 27 avril 2024                                | 2            | 1          |

## Résultats

### Trente-deuxièmes de finale
Les douze équipes de Ligue féminine 2 participent aux trente-deuxièmes de finale y compris le Pôle France. Ce tour se dispute les vendredi 29 et samedi 30 septembre 2023. Le tirage de ces trente-deuxièmes de finale est effectué le 18 juillet 2023.
| Date              | Club (division)              | Résultat | Club (division)          |
| ----------------- | ---------------------------- | -------- | ------------------------ |
| 29 septembre 2023 | Centre Fédéral (LF2)         | 68–77    | C' Chartres basket (LF2) |
| 30 septembre 2023 | BC La Tronche-Meylan (LF2)   | 53–77    | Cavigal Nice (LF2)       |
| 30 septembre 2023 | Basket Club Montbrison (LF2) | 58–60    | Pays Voironnais (LF2)    |
| 30 septembre 2023 | Illkirch-Graffenstaden (LF2) | 58–56    | USO Mondeville (LF2)     |
| 30 septembre 2023 | Feytiat Basket 87 (LF2)      | 57–63    | Toulouse (LF2)           |
| 30 septembre 2023 | Champagne Basket (LF2)       | 84–69    | Aulnoye-Aymeries (LF2)   |